# Skåneland
Skåneland (in lingua daneseː Skånelandene) è una regione storica della Svezia, la più a sud, vicina alla Danimarca.

## Status

### Medioevo
Nel Medioevo la Scania apparteneva alla Danimarca, da cui aveva ricevuto uno status speciale di provincia, che le permetteva di avere una certa autonomia nelle questioni interne, le quali venivano decise all'interno del Thing, una sorta di assemblea popolare.
Insieme ai Thing di Selandia (Sjælland) e di Jutland (Jylland) il Ting di Scania aveva diritto ad esprimere il suo giudizio riguardo all'elezione del re di Danimarca e all'approvazione di leggi.

### Status nel ventunesimo secolo

Bandiera di Skåneland

La regione non possiede un potere politico o decisionale, il quale spetta alla più grande regione, includente la Scania, del Götaland.

## Storia

### Dalle origini fino all'unione di Kalmar
Le prime menzioni della Scania o Skåneland risalgono al IX secolo, quando la regione apparteneva al regno di Danimarca.
L'arcivescovo di Danimarca aveva la sua residenza a Lund e una delle prime università scandinave fu fondata dai re danesi sempre a Lund.
In seguito all'Unione di Kalmar i tre regni di Svezia, Danimarca e Norvegia si trovarono uniti sotto un unico re e con capitale a Copenaghen.

### La fine dell'unione e la perdita dello Skåneland
Nel 1471 gli Svedesi si ribellarono al dominio danese sotto la guida della famiglia Sture, ed ottennero l'uscita dall'unione di Kalmar. Da allora Svedesi e Danesi si combatterono aspramente ben 11 volte in Scania tra il 1500 ed il 1800.
Nel 1658 a seguito del trattato di Roskilde la Danimarca cedette la Scania alla Svezia in seguito alla sconfitta subita durante la Prima guerra del Nord.
Nel 1660 scoppiò una rivolta nell'isola di Bornholm, che portò la Svezia a cedere l'isola di nuovo alla Danimarca. Da allora i confini dano-svedesi non sono più cambiati.

### Assimilazione alla Svezia
L'assimilazione della Scania alla Svezia fu graduale ed ancora ai nostri giorni resiste una certa autonomia culturale e linguistica, data soprattutto dalla vicinanza della Danimarca.
L'assimilazione alla Svezia dello Skåneland avvenne soprattutto dopo il 1710, quando a seguito di una fallita rivolta in Scania si impose una più rigida presenza svedese. Lo svedese divenne lingua scolastica e fu impedito ai giovani di recarsi all'Università di Copenaghen per studiare. Le parrocchie iniziarono ad essere gestite tutte da svedesi e così anche la lingua della religione dal danese passò allo svedese.
Al giorno d'oggi lo svedese è in tutto e per tutto la lingua ufficiale, ma il dialetto della Scania (con forte ascendenza danese) rimane vivo presso tutta la popolazione a livello familiare.